# Alfred Frey (Politiker)

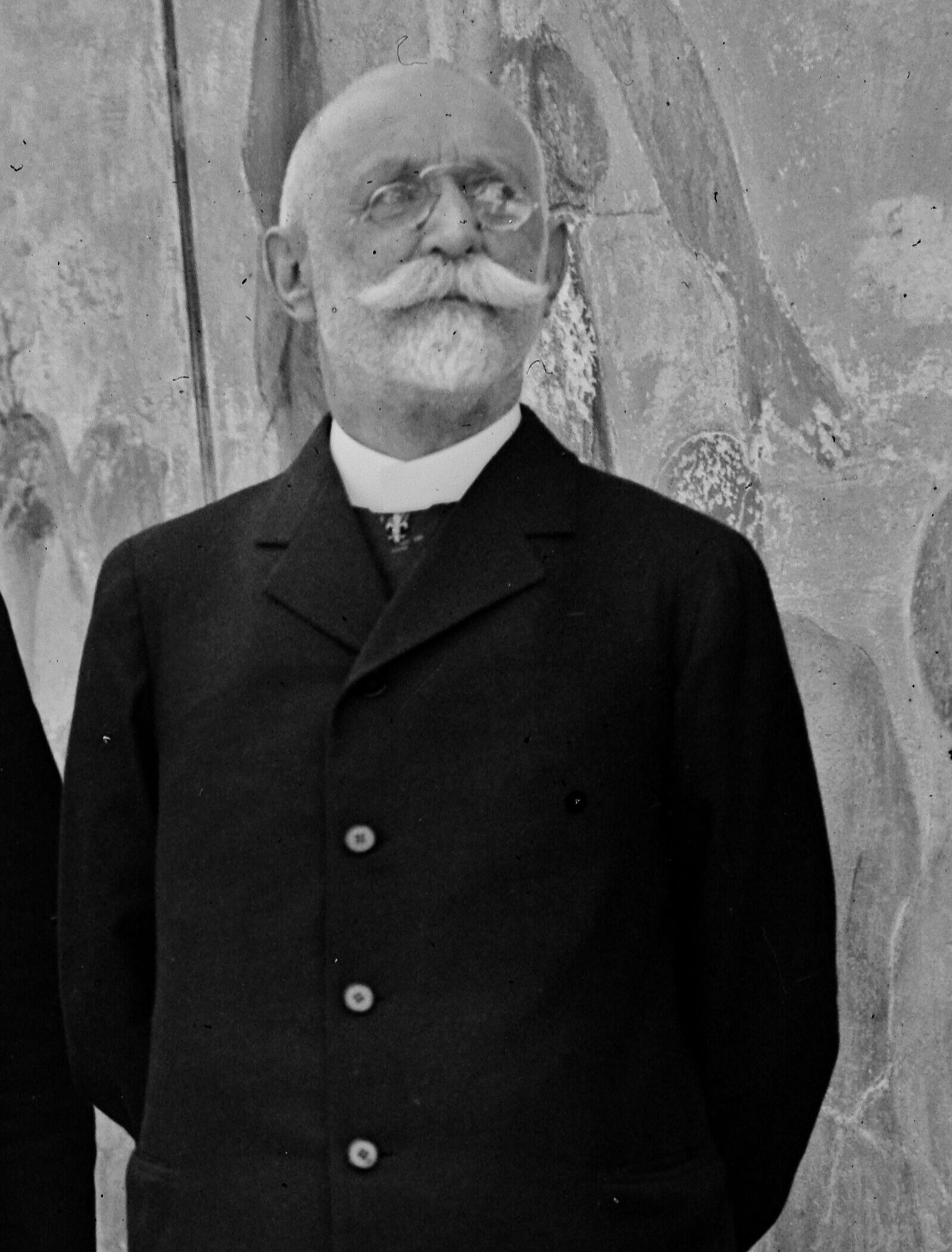
Alfred Frey (1922)

Alfred Frey (* 24. August 1859 in Bern; † 22. September 1924 in Zürich), heimatberechtigt in Gontenschwil und seit 1906 in Zürich, war ein Schweizer Ökonom und liberaler Wirtschaftspolitiker.

## Leben

### Familie
Alfred Frey war der Sohn des Schriftstellers Jakob Frey und von dessen Ehefrau Rosina (1830–1890), Tochter des Gastwirts und Amtmanns Samuel Hunziker aus dem Bezirk Kulm; seine Geschwister waren seine Schwester Lili, der Schriftsteller Adolf Frey und Emil Frey (1856–1895), Gründer der Volksversicherung.
Er war mit Emma (geb. Burger) aus Freienwil verheiratet; gemeinsam hatten sie vier Söhne und zwei Töchter.
Alfred Frey wurde auf dem Friedhof Rehalp in Zürich beigesetzt.

### Werdegang
Nach dem Besuch der Mittelschule absolvierte Frey eine kaufmännische Lehre in Todtnau im Wiesental und erwarb die Matura; kurzzeitig war er auch als Sekretär des Jugendschriftstellers Julius Lohmeyer tätig.
Er immatrikulierte sich 1878 zu einem Studium der Rechtswissenschaften, Geschichte und der Nationalökonomie an der Universität Zürich und setzte das Studium ab 1880 an der Universität Berlin, der Universität Leipzig und der Universität Paris fort. Er beendete das Studium mit seiner Promotion.
Von 1883 bis 1900 war er 1. Sekretär des Schweizerischen Handels- und Industrie-Vereins (siehe Economiesuisse), dessen Präsident Conrad Cramer-Frey bis 1900 war. Frey war ab 1900 Mitglied der Geschäftsführung des Handels- und Industrie-Vereins sowie seit 1907 dessen Vizepräsident und, als Nachfolger von Hans Wunderly-von Muralt, von 1917 bis zu seinem Tod dessen Präsident; ihm folgte Ernst Wetter als Mitglied und John Syz als Präsident. In seiner Funktion als Sekretär erstellte er unter anderem die Jahresberichte des Handels- und Industrie-Vereins und war an der Erstellung verschiedener Gutachten beteiligt, so unter anderem 1887 beim Gutachten über das schweizerische Banknotenwesen und später, gemeinsam mit Edmund Wilhelm Milliet, zum Tabakmonopol; 1914 wurden beide mit einer Untersuchung zur Einführung des Tabakmonopols beauftragt, das dann jedoch nicht eingeführt wurde.
Er trug zu verschiedenen Themen auch in der Versammlung der Kaufmännischen Gesellschaft Zürich vor, unter anderem 1894 zur Kranken- und Unfallversicherung.
Als Verwaltungsrat war er unter anderem bei der Schweizerischen Rentenanstalt (siehe Swiss Life), der Neuen Zürcher Zeitung, der Schweizerischen Unfallversicherungsanstalt, der Schweizerischen Kreditanstalt (siehe Credit Suisse), dem Kraftwerk Beznau-Löntsch (siehe Axpo Holding), der Aluminium-Industrie AG Neuhausen (siehe Alusuisse), der Bank für elektrische Unternehmungen (siehe Elektrowatt) und den Schweizerischen Bundesbahnen tätig.
In der Schweizer Armee hatte Alfred Frey den Dienstgrad eines Oberstleutnants.

### Politisches Wirken
Alfred Frey war ein Wirtschaftspolitiker und beteiligte sich bereits 1885 mit Beiträgen zum Volkswirtschaftslexikon der Schweiz von Alfred Furrer (1847–1902).
Vom 19. März 1900 bis zu seinem Tod war er, als Nachfolger für den verstorbenen Conrad Cramer-Frey, für die FDP im Nationalrat; dort war er an der Revision des Zolltarifs von 1902 beteiligt und in der Zoll-, bis 1916 in der Finanz- und in verschiedenen sozialpolitischen Kommissionen vertreten. Er war auch Konsulent des Bundesrats in handels- und zollpolitischen Fragen und Delegierter beim Abschluss von Handels- und Zollverträgen, bei denen er sich für das Schutzzollsystem einsetzte. Er war massgeblich am Zolltarif von 1902 beteiligt sowie an den bis 1906 geführten Konferenzen über Handelsverträge mit Italien, Frankreich, Deutschland, Österreich-Ungarn und Spanien, ebenso während des Ersten Weltkriegs an der Versorgung des Landes mit Lebensmitteln und Rohstoffen wie nachher an der Erhaltung der Exportfähigkeit der Industrie und Schutzmassnahmen gegen Wareneinfuhr.
Bis zu seinem Lebensende führte er im Auftrage der Bundesbehörden Verhandlungen mit auswärtigen Regierungen und war noch 1923 Experte der Internationalen Handelskammer an der vom Völkerbund einberufenen Zollkonferenz in Genf. Als Präsident der Zolltarifkommission trägt die schweizerische Zolltarifgesetzgebung jener Zeit seinen Geist; Theodor Odinga folgte ihm im Präsidentenamt.
Viel beachtet waren seine formvollendeten, von überzeugender Durchschlagskraft erfüllten Reden, so über den Eintritt der Schweiz in den Völkerbund, an deren Verhandlungen er beteiligt war, und er war, als Mitglied der Kommission zur Vorberatung des Gotthardvertrags, ein Gegner desselben sowie des Getreidemonopols.
Mit dem Willen, in jeder Hinsicht unabhängig zu bleiben, lehnte er ihm angetragene Präsidien in Nationalrat und Kommissionen sowie 1917 selbst die Wahl in den Bundesrat ab.
Er war auch Mitglied der Kommission des Schweizerischen Kaufmännischen Vereins, die mit der Organisation der Lehrlingsprüfungen beauftragt war.
1896 wurde er durch den Regierungsrat des Kantons Zürich in die Aufsichtskommission der Kantonsschule (siehe Kantonsschule Rämibühl) gewählt, bis er 1924 von seiner Mitgliedschaft zurücktrat.
Im Jahr 1901 wurde er in die Expertenkommission berufen, die den Vorentwurf des Schweizerischen Zivilgesetzbuchs prüfte.
1902 erfolgte seine Wahl zum Kantonsrat, von dem Amt trat er jedoch bereits 1905 wieder zurück.
Er wurde 1906 zum schweizerischen Vertreter der Oberjury der Weltausstellung in Mailand ernannt und 1908 als Mitglied sowie 1910 als Vizepräsident in die Ausstellungskommission der Schweizerischen Zentralstelle für das Ausstellungswesen gewählt.
1913 nahm er an den Beratungen zur Revision des Fabrikgesetzes teil und wurde im selben Jahr zum Internationalen Zollkongress nach Paris entsandt.
Er zeichnete 1915 als Präsident des Schweizerischen Nachweisbüros für Bezug und Absatz von Waren, das vorher die Ausstellungskommission der Schweizerischen Zentralstelle für das Ausstellungswesen war; bereits nach kurzer Zeit plante er ein Nachschlagewerk, um Interessenten eine Übersicht über sämtliche für den Export arbeitenden Produktionszweige aufzeigen zu können.
1915 wurde er auch Leiter des Einfuhrtrusts (Société suisse de surveillance économique (SSS)).
Er hatte 1916 den Vorsitz über die Garnkommission, die gegründet worden war, um sicherzustellen, dass die garnverbrauchende Industrie die notwendigen Gespinste bekam. Ebenfalls 1916 war er Mitglied der Expertenkommission für die konsultative Beratung des Finanzprogramms.
1918 setzte er sich für die Einrichtung einer Stiftung zur Förderung der schweizerischen Volkswirtschaft ein.
Er wurde 1919 zum Präsidenten des Büros des Kongresses für Handel und Industrie in Bern gewählt.
1920 nahm er an der Delegiertenkonferenz der Staaten der Lateinischen Münzunion teil sowie an der Finanzkonferenz in Brüssel und verhandelte 1921 mit Frankreich in der Zonenfrage.

## Ehrungen und Auszeichnungen
Alfred Frey wurde 1906 durch die Universität Zürich zum Dr. honoris causa rerum cameralium ernannt.
1907 erhielt er das Bürgerrecht in Zürich.
Alfred Frey wurde 1907 zum Ehrenmitglied der Kaufmännischen Gesellschaft ernannt.

## Schriften (Auswahl)
- Die Schweiz und die Mac Kinley-Bill. I. In: Neue Zürcher Zeitung. 16. Oktober 1890, Erstes Blatt, S. 1 (Digitalisat) (siehe auch William McKinley).
- Die Schweiz und die Mac Kinley-Bill. II. In: Neue Zürcher Zeitung. 17. Oktober 1890, Erstes Blatt, S. 1 (Digitalisat).
- Die Schweiz und die Mac Kinley-Bill. III. In: Neue Zürcher Zeitung. 18. Oktober 1890, S. 1 (Digitalisat).
- Die Schweiz und die Mac Kinley-Bill. IV. In: Neue Zürcher Zeitung. 20. Oktober 1890, Erstes Blatt, S. 1 (Digitalisat).
- Die Schweiz und die Mac Kinley-Bill. V. In: Neue Zürcher Zeitung. 21. Oktober 1890, Erstes Blatt, S. 1 (Digitalisat).
- Unentgeltliche Krankenpflege. I. In: Neue Zürcher Zeitung. 9. Februar 1894, Morgenblatt, S. 1 (Digitalisat).
- Unentgeltliche Krankenpflege. II. In: Neue Zürcher Zeitung. 10. Februar 1894, Morgenblatt, S. 1–2 (Digitalisat).
- Unentgeltliche Krankenpflege. III. In: Neue Zürcher Zeitung. 12. Februar 1894, Morgenblatt, S. 1–2 (Digitalisat).
- Zur Genfer Zonenfrage. I. In: Die Ostschweiz. 29. März 1894, S. 2 (Digitalisat).[94]
- Zur Genfer Zonenfrage. II. In: Die Ostschweiz. 30. März 1894, S. 2 (Digitalisat).
- Die Verständigung mit Frankreich. I. In: Neue Zürcher Zeitung. 12. Juli 1895, Morgenblatt, S. 1–2 (Digitalisat).
- Die Verständigung mit Frankreich. II. In: Neue Zürcher Zeitung. 13. Juli 1895, Morgenblatt, S. 1–2 (Digitalisat).
- Replik. I. In: Neue Zürcher Zeitung. 12. August 1895, Morgenblatt, S. 1 (Digitalisat).
- Replik. II. In: Neue Zürcher Zeitung. 13. August 1895, Morgenblatt, S. 1–2 (Digitalisat).
- Gutachten betreffs den mutmaßlichen Ertrag eines eidgenössischen Tabakzolls. 1895.[95]
- Straßburg und Genf. I. In: Neue Zürcher Zeitung. 8. Januar 1896, Erstes Abendblatt, S. 3 (Digitalisat).
- Straßburg und Genf. II. In: Neue Zürcher Zeitung. 9. Januar 1896, Erstes Abendblatt, S. 3 (Digitalisat).
- An verschiedene Adressen. I. In: Neue Zürcher Zeitung. 25. November 1896, Erstes Abendblatt, S. 3 (Digitalisat).
- An verschiedene Adressen. II. In: Neue Zürcher Zeitung. 26. November 1896, Erstes Abendblatt, S. 3 (Digitalisat).
- An verschiedene Adressen. III. In: Neue Zürcher Zeitung. 27. November 1896, Erstes Abendblatt, S. 3 (Digitalisat).
- Auch noch einmal. I. In: Neue Zürcher Zeitung. 18. April 1900, Morgenblatt, S. 1 (Digitalisat).
- Auch noch einmal II. In: Neue Zürcher Zeitung. 19. April 1900, Morgenblatt, S. 1 (Digitalisat).
- Conrad Cramer-Frey. In: Die Schweiz. Band 4, Heft 6, 1900, S. 119–121 (Digitalisat).
- Der neue schweizerische Zolltarif. In: Neue Zürcher Zeitung. 6. Februar 1902, Morgenblatt, S. 1–2 (Digitalisat).
- Der neue schweizerische Zolltarif (Fortsetzung). In: Neue Zürcher Zeitung. 7. Februar 1902, Morgenblatt, S. 1 (Digitalisat).
- Der neue schweizerische Zolltarif (Fortsetzung). In: Neue Zürcher Zeitung. 8. Februar 1902, Morgenblatt, S. 1–2 (Digitalisat).
- Der neue schweizerische Zolltarif (Fortsetzung). In: Neue Zürcher Zeitung. 9. Februar 1902, S. 1–2 (Digitalisat).
- Der neue schweizerische Zolltarif (Der Entwurf des Bundesrates). In: Neue Zürcher Zeitung. 21. Februar 1902, Zweites Abendblatt, S. 1 (Digitalisat).
- Der neue schweizerische Zolltarif (Der Entwurf des Bundesrates) (Fortsetzung). In: Neue Zürcher Zeitung. 22. Februar 1902, Morgenblatt, S. 1–2 (Digitalisat).
- Der neue schweizerische Zolltarif (Der Entwurf des Bundesrates) (Fortsetzung). In: Neue Zürcher Zeitung. 23. Februar 1902, S. 1–2 (Digitalisat).
- Der neue schweizerische Zolltarif (Der Entwurf des Bundesrates) (Schluß). In: Neue Zürcher Zeitung. 25. Februar 1902, Morgenblatt, S. 1 (Digitalisat).
- Rohstoffzölle, mit mehrerem. I. In: Neue Zürcher Zeitung. 2. April 1902, Morgenblatt, S. 1 (Digitalisat).
- Rohstoffzölle, mit mehrerem. II. In: Neue Zürcher Zeitung. 2. April 1902, Zweites Abendblatt, S. 1 (Digitalisat).
- Rohstoffzölle, mit mehrerem. III. (Schluß). In: Neue Zürcher Zeitung. 3. April 1902, Morgenblatt, S. 1 (Digitalisat).
- Zu den Broschüren der Zolltarifgegner. 1. Herr Frank Lombard. In: Neue Zürcher Zeitung. 6. März 1903, Zweite Beilage zu Nr. 65, S. 9 (Digitalisat).
- Zu den Broschüren der Zolltarifgegner. 2. Herr Ch. L. Cartier. In: Neue Zürcher Zeitung. 7. März 1903, Erste Beilage zu Nr. 66, S. 5 (Digitalisat).
- Zu den Broschüren der Zolltarifgegner. 3. Herr Robert Seidel[96]. In: Neue Zürcher Zeitung. 11. März 1903, Beilage zu Nr. 70, S. 5 (Digitalisat).
- Zu den Broschüren der Zolltarifgegner. 4. Herr Robert Schwarzenbach[97]. In: Neue Zürcher Zeitung. 12. März 1903, Erste Beilage zu Nr. 71, S. 5 (Digitalisat).
- Zu den Broschüren der Zolltarifgegner. 5. Herr Georg Baumberger. In: Neue Zürcher Zeitung. 13. März 1903, Erste Beilage zu Nr. 72, S. 5 (Digitalisat).
- Conrad Cramer-Frey. In: Anton Bettelheim (Hrsg.): Biographisches Jahrbuch und Deutscher Nekrolog. 5. Band. Berlin 1903, S. 180–182 (Digitalisat).
- Nachträgliches und Neues. In: Neue Zürcher Zeitung. 17. Januar 1905, Morgenblatt, S. 1 (Digitalisat).
- Hart und unbillig. In: Neue Zürcher Zeitung. 7. März 1905, Morgenblatt, S. 1 (Digitalisat).
- Verzeichnet. In: Neue Zürcher Zeitung. 8. März 1905, Morgenblatt, S. 1 (Digitalisat).
- Zoll- u. handelspolitische Rückblicke und Lehren. Bericht der Kaufmännischen Gesellschaft Zürich. 1906.
- Deutschland und der schweizerische Mehlzoll. 1908.
- Die Schweiz und die Zuckerkonvention. In: Neue Zürcher Zeitung. 26. Januar 1909, Erstes Morgenblatt, S. 1 (Digitalisat).
- Entgleist. In: Neue Zürcher Zeitung. 1. Dezember 1909, Erstes Morgenblatt, S. 1 (Digitalisat).[98]
- Vorwärts! I. In: Neue Zürcher Zeitung. 19. Januar 1911, Zweites Abendblatt, S. 1 (Digitalisat).
- Vorwärts! II. In: Neue Zürcher Zeitung. 20. Januar 1911, Erstes Morgenblatt, S. 1 (Digitalisat).
- Turin. In: Neue Zürcher Zeitung. 19. Oktober 1911, Erstes Morgenblatt, S. 1 (Digitalisat).
- Der Gotthardvertrag. Referat, gehalten im Nationalrat 1913.
- Vom Zollkongreß in Paris. In: Neue Zürcher Zeitung. 5. Dezember 1913, Viertes Morgenblatt, S. 1–2 (Digitalisat).
- J. B. Pioda †. In: Neue Zürcher Zeitung. 7. Dezember 1914, Zweites Abendblatt, S. 1 (Digitalisat).
- Umsatzsteuer und Gebrauchstarif. In: Neue Zürcher Zeitung. 17. Januar 1921, Erstes Mittagsblatt, S. 12 (Digitalisat).
- Zollerhöhungen und Einfuhrbeschränkung. In: Neue Zürcher Zeitung. 9. Februar 1921, Zweites Morgenblatt, S. 5 (Digitalisat).
- Der Zolltarif vor dem Zentralvorstand der Freisinnig-demokratischen Partei der Schweiz. In: Neue Zürcher Zeitung. 30. August 1921, Erstes Mittagsblatt, S. 1 (Digitalisat).
- Nationalrat Dr. Alfred Frey zur Genueser Konferenz. In: Neue Zürcher Zeitung. 7. Juni 1922, Zweites Morgenblatt, S. 5 (Digitalisat).
- Eine Gedächtnisrede Alfred Freys. In: Neue Zürcher Zeitung. 25. September 1924, Zweites Morgenblatt, S. 5 (Digitalisat).